# Base artica Dirigibile Italia

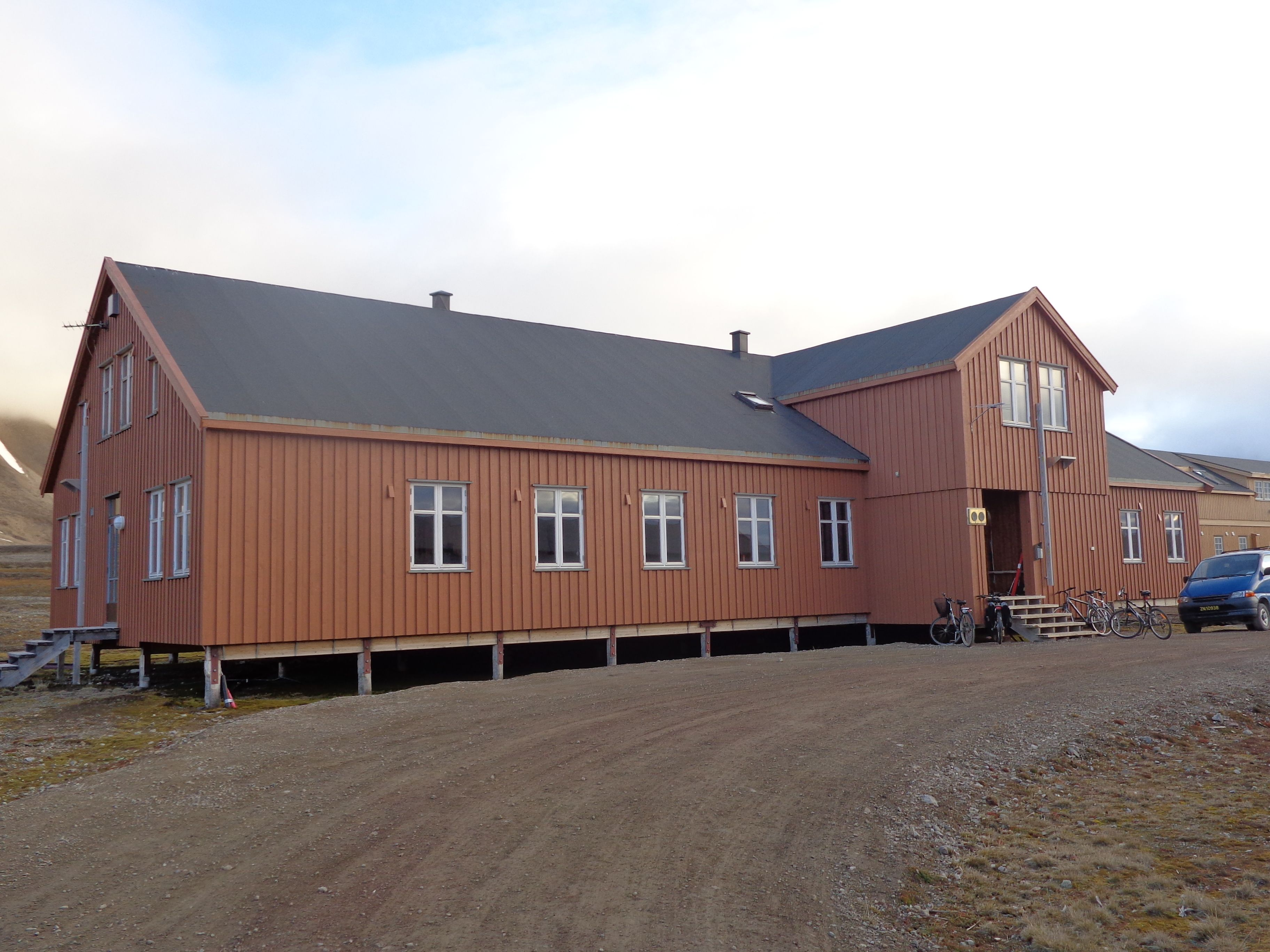
Stazione Dirigibile Italia

Base artica Dirigibile Italia ("Arktiska stationen Luftskeppet Italia") är en italiensk forskningsstation i Ny-Ålesund i Svalbard.
Base artica Dirigibile Italia drivs av Consiglio Nazionale delle Recerche ("Italiens forskningsråd") och invigdes i maj 1997 till minne av Umberto Nobiles Italiaexpedition 1928.
Forskningsstationen har en yta på 330 m² med laboratorier och kontor för högst sju personer. Den är inte permanent bemannad. Vetenskapliga försök samordnas av Italienska forskningsrådets polarforskningsenhet och omfattar atmosfärkemi och -fysik, marinbiologi, teknologi, oceanografi/limnologi, miljöstudier och medicin.
Base artica Dirigibile Italia sköter också Amundsen-Nobiles klimatförändringstorn, vilket mäter atmosfäriska förhållanden. Detta torn har uppförts av Kings Bay AS och invigdes i april 2009.